# Síndrome de Löfgren

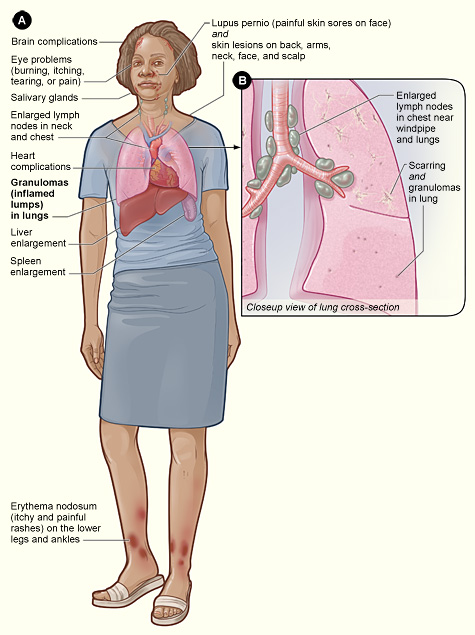

A síndrome de Löfgren consiste em um tipo agudo de sarcoidose, mais frequente em caucasianos, especialmente por volta da terceira década de vida, sendo mais comum em mulheres do que em homens. Foi descrita pela primeira vez no ano de 1953, pelo médico sueco Sven Halvar Löfgren.
Pacientes negros costumam ser sintomáticos, enquanto que os que apresentam coloração da pele mais clara costumam ser assintomáticos e, raramente, a doença evolui para cronicidade.
Clinicamente, esta síndrome é caracterizada pela instalação aguda do eritema nodoso, linfadenopatia hilar bilateral e/ou paratraqueal e artrite, comumente nas articulações inferiores, acompanhada de febre.
O diagnóstico é feito com base no quadro clínico apresentado pelo paciente em associação com exames laboratoriais e de imagens.
O tratamento desta síndrome fica na dependência do curso e severidade dos sintomas em casos individualizados. Os fármacos que levam a melhores resultados são os anti-inflamatórios não esteroides, visando minimizar os sintomas, porém o uso de corticoides pode ser necessário quando os agentes anti-inflamatórios não são suficientes ou contraindicados. A maior parte dos pacientes apresenta resolução espontânea desta desordem dentro de aproximadamente dois anos.